# Église Saint-Martin-de-Vertou de Varennes-sur-Loire
L'église Saint-Martin-de-Vertou est une église située à Varennes-sur-Loire, en France.

## Localisation
L'église est située dans le département français de Maine-et-Loire, sur la commune de Varennes-sur-Loire.

## Historique
L'édifice est inscrit au titre des monuments historiques en 1972.